# Kroau

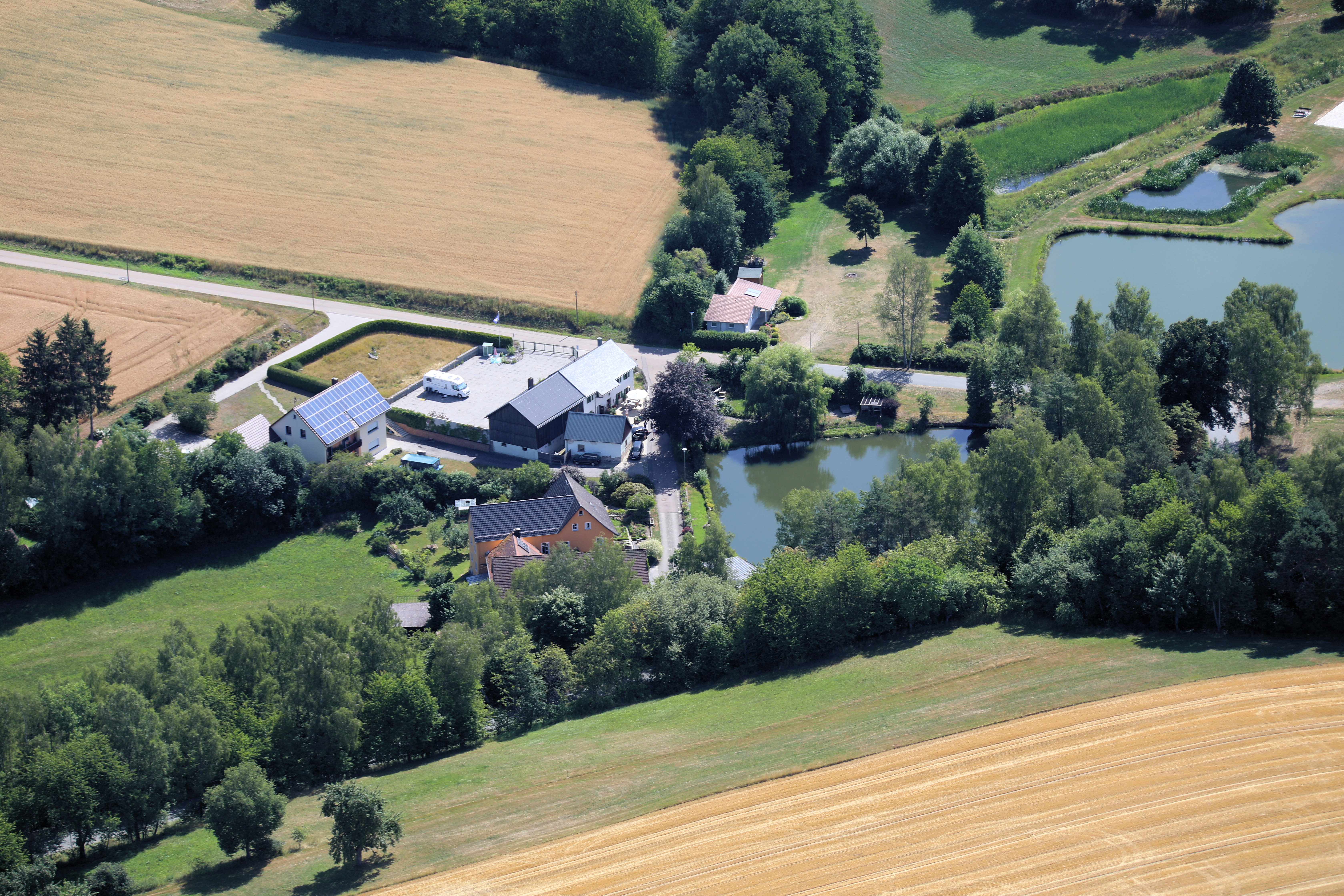
Kroau mit Weiher am Zeltplatz (2022)

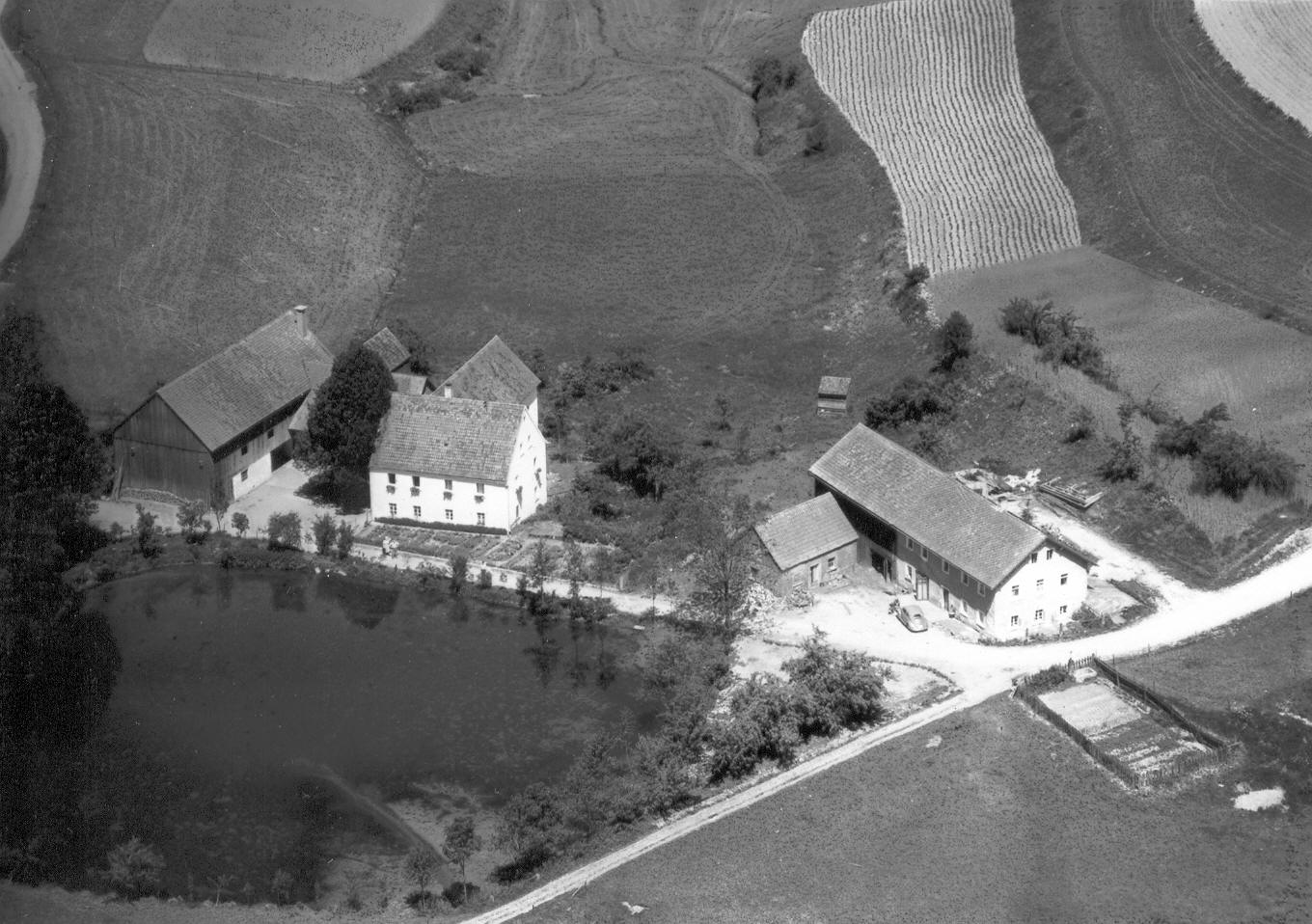
Kroau (1959)

Kroau ist ein Weiler  mit drei Anwesen. Er liegt an der Gemeindeverbindungsstraße von Gleiritsch nach Stöcklhof.

## Geografie
Der Weiler Kroau liegt in der Region Oberpfalz-Nord im nordöstlichen Teil des Landkreises Schwandorf in der Gemeinde Gleiritsch. Die Siedlung liegt am Kroaubach, einem kleinen Wasserlauf, der bei Bernhof in den Bach Gleiritsch mündet.

## Geschichte
Die Wasserkraft des bei Trichenricht entspringenden Kroaubaches verwendete man für den Betrieb der Mühle  in der Kroau. Da der kleine Wasserlauf für den Antrieb des Mühlrades nicht ausreichte, wurde ein Mühlweiher künstlich angelegt. Dies sorgte für eine gleichmäßige Versorgung mit Wasser zum Betrieb der Mühle. Das von den Landwirten angelieferte Getreide wurde gemahlen und dann im Tauschverfahren an den Bäcker geliefert. Der Mehllieferant erhielt den Gegenwert seines Mehles in Form von Brot erstattet. Der Mahlbetrieb wurde im Jahre 1970 eingestellt, da größere Betriebe die unwirtschaftlichen kleineren Mühlen verdrängten.

## Statistische Beschreibung
Besitzverhältnisse nach dem Häuser- und Rustikalsteuerkataster von 1809 und dem Grundsteuerkataster von 1840

### Nr. 50 Einöd Krohermühle (1809)
Vormals am 10. August 1780 um 700 Gulden erkauft. Laut Brief vom 30. September 1820 von den beiden Brüdern Leonhard und Anton Weber nebst Besitz um 1200 Gulden und 2 Gulden Leihkauf erkauft. Weitere Besitzer: Jakob Gürtler, Joseph Probst.

### Nr. 50 Einöd Krohermühle (1840)
Nr. 50, Einöd Krohermühle, Johann Weber
das 1/8 Kroherbauerngütl – Wohnhaus, Stall, Stadl, Schweinestall, Schupfe und Hofraum. Saamgärtl überm Weg, wo ehemals der Backofen gestanden.
24 Tagwerk 82 Dezimal

### Nr. 51 Krohermüller (1809)
Laut Brief vom 22. Dezember 1809 von der Mutter Walburga Haberl mit Besitz um 1600 Gulden und 3 Gulden Leihkauf übernommen. Besitzer seit dem 24. April 1844 Johann Haberl.

### Nr. 51 Krohermüller (1840)
Nr. 51 Krohermüller, Wolfgang Haberl
das 1/16 Krohermühlgütl mit der realen Mahlmühlgerechtsame – Wohnhaus mit Stall, Mühle, Stadl, Schupferl, Schweineställe, Keller, Backofen und Hofraum, Pflanzgärtl am Haus.
12 Tagwerk 95 Dezimal

## Steuerdistrikt und Gemeindebildung
Das Königreich Bayern wurde 1808 in 15 Kreise eingeteilt. Diese Kreise wurden nach französischem Vorbild nach Flüssen benannt (Naabkreis, Regenkreis, Unterdonaukreis usw.). Die Kreise gliederten sich in Landgerichtsbezirke. Die Bezirke wiederum sollten in einzelne Gemeindegebiete eingeteilt werden. Im Zuge der Verwaltungsreformen in Bayern entstand mit dem Gemeindeedikt von 1818 die Gemeinde Gleiritsch, zu der Kroau gehörte.

## Badeweiher
Im Rahmen der Flurbereinigung wurde im Jahre 1974 bei der Kroau der so genannte Badeweiher angelegt. Es handelt sich um ein Naturbad. 1986 erfolgte eine Umgestaltung durch Aufteilung in Badeweiher und Vorteich. Vereine und Gruppen nutzen im Sommer die idyllische gelegene Lokalität zum Campen. Ein deutschlandweites Käfertreffen fand mehrmals auf dem Gelände bei der Kroau statt. Crossläufe im Rahmen des Oberpfälzer Läufercups werden hier regelmäßig durchgeführt.

## Bildergalerie

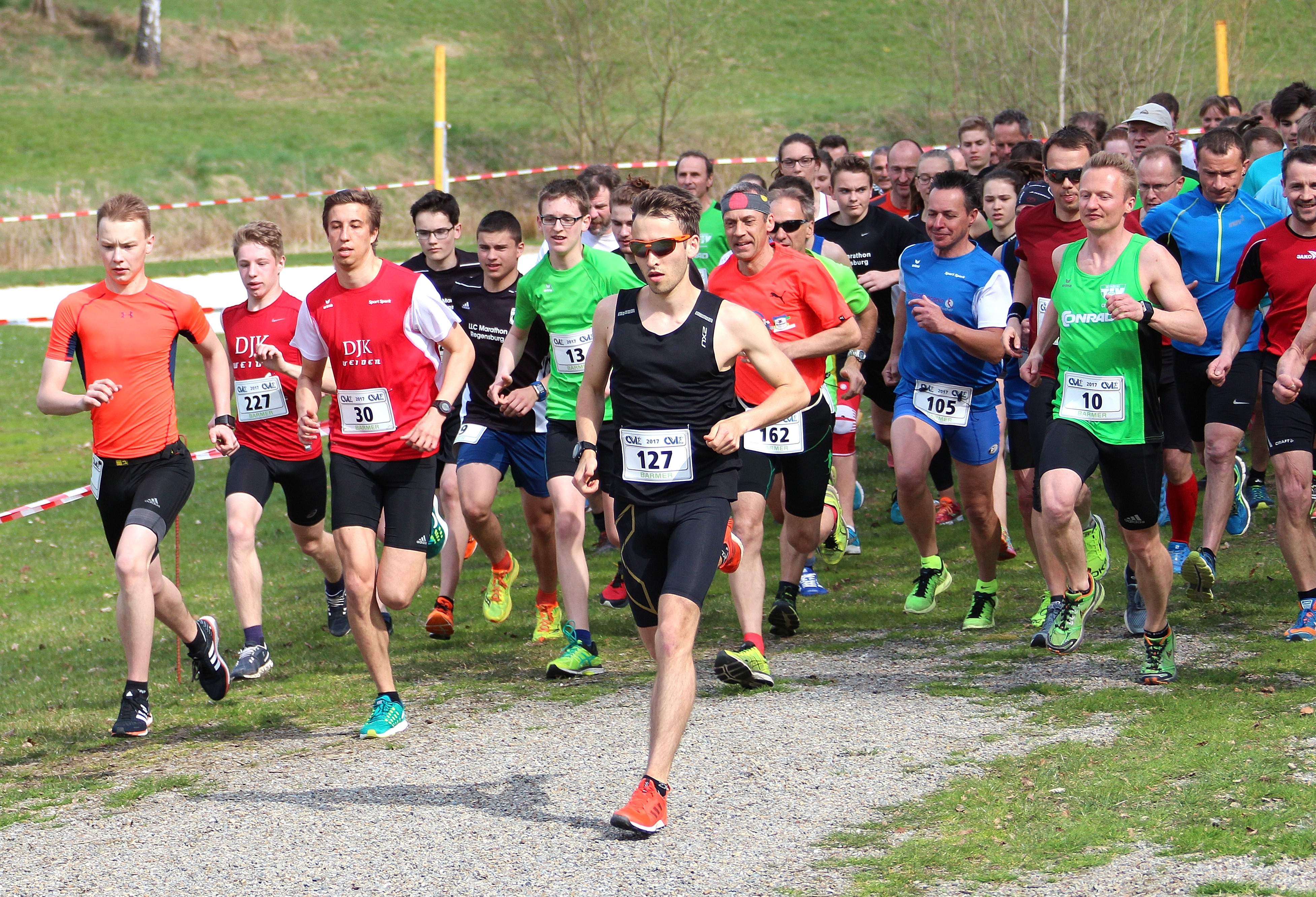
OVL-Cup (2017)
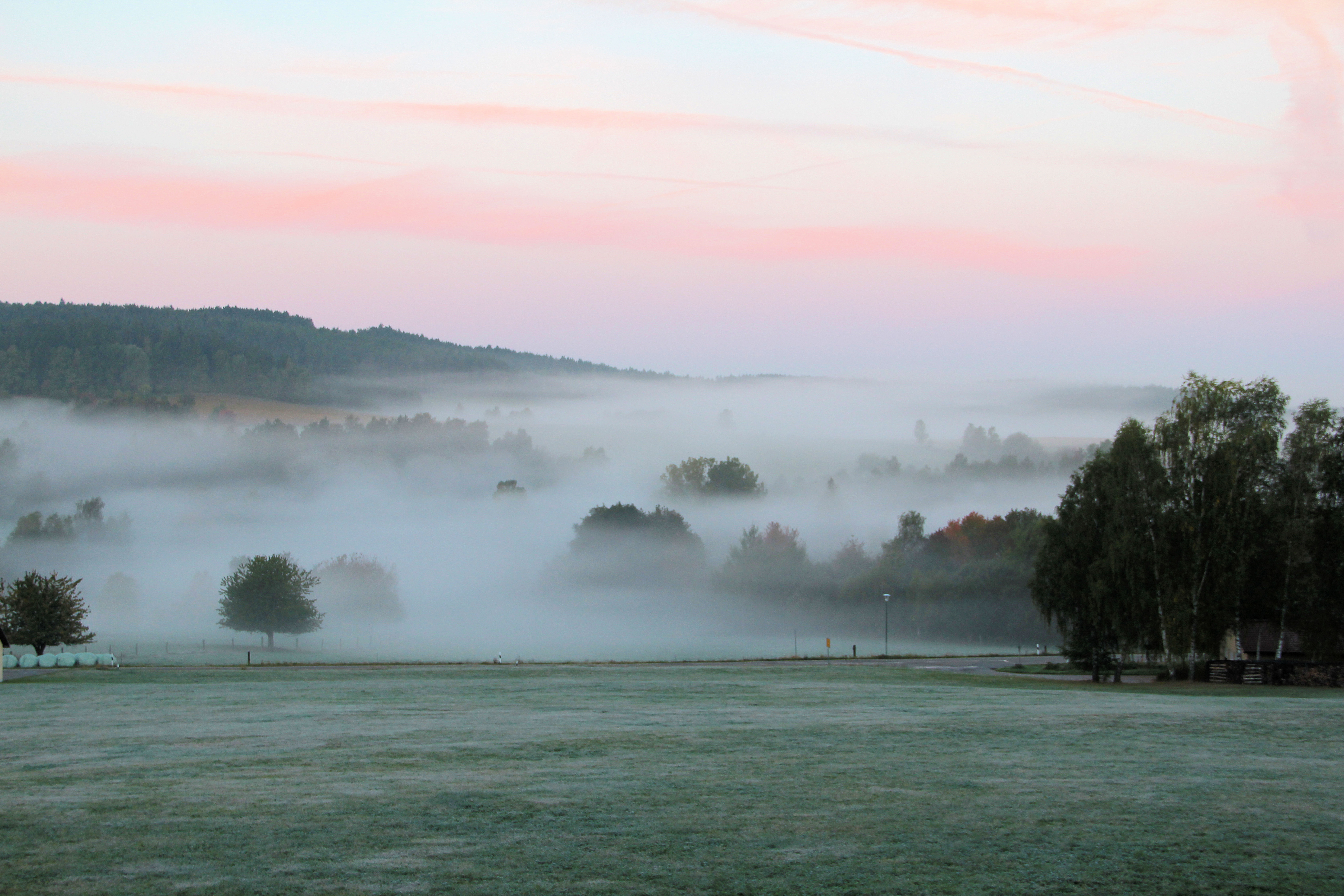
Kroau (2012)
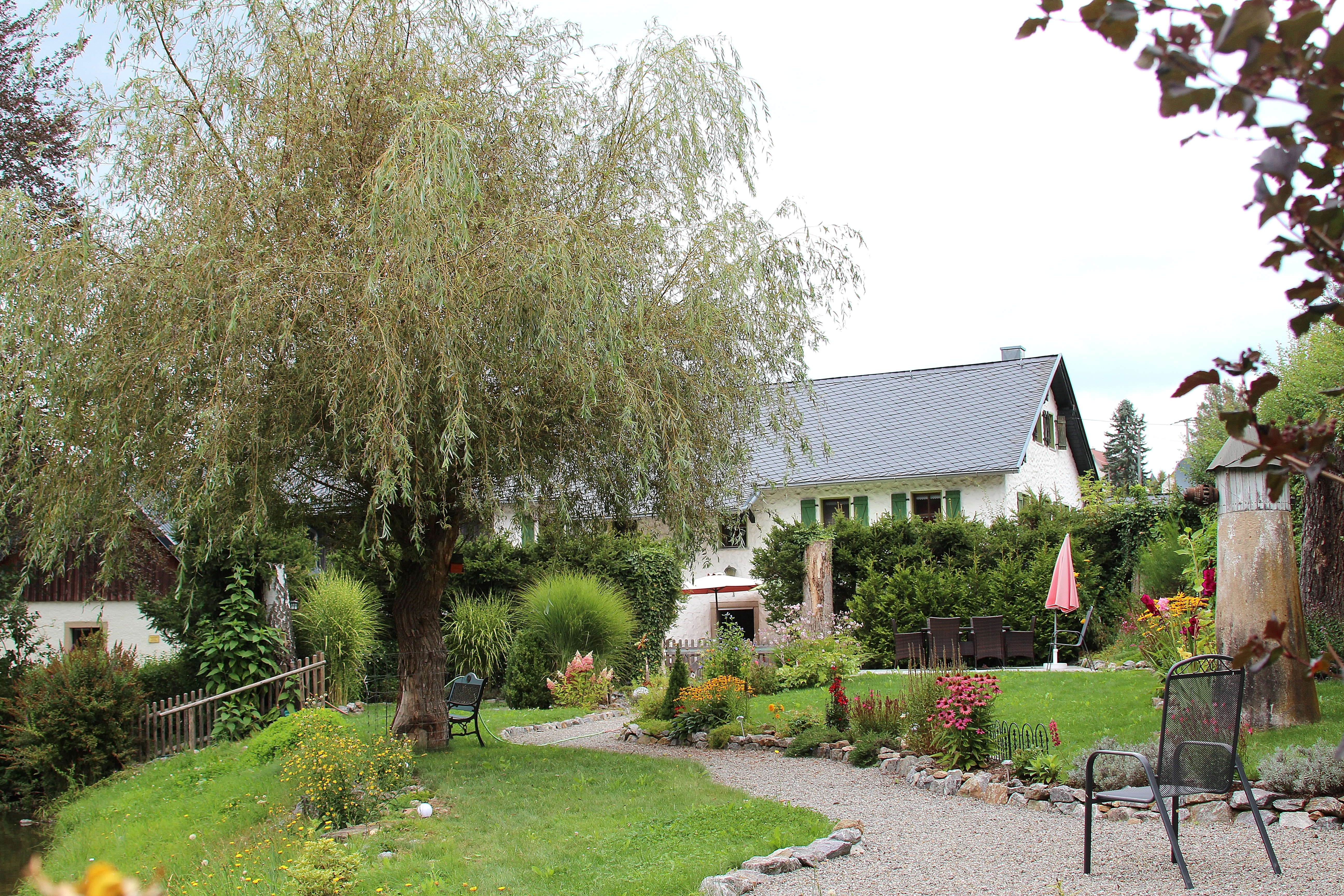
Kroau (2016)
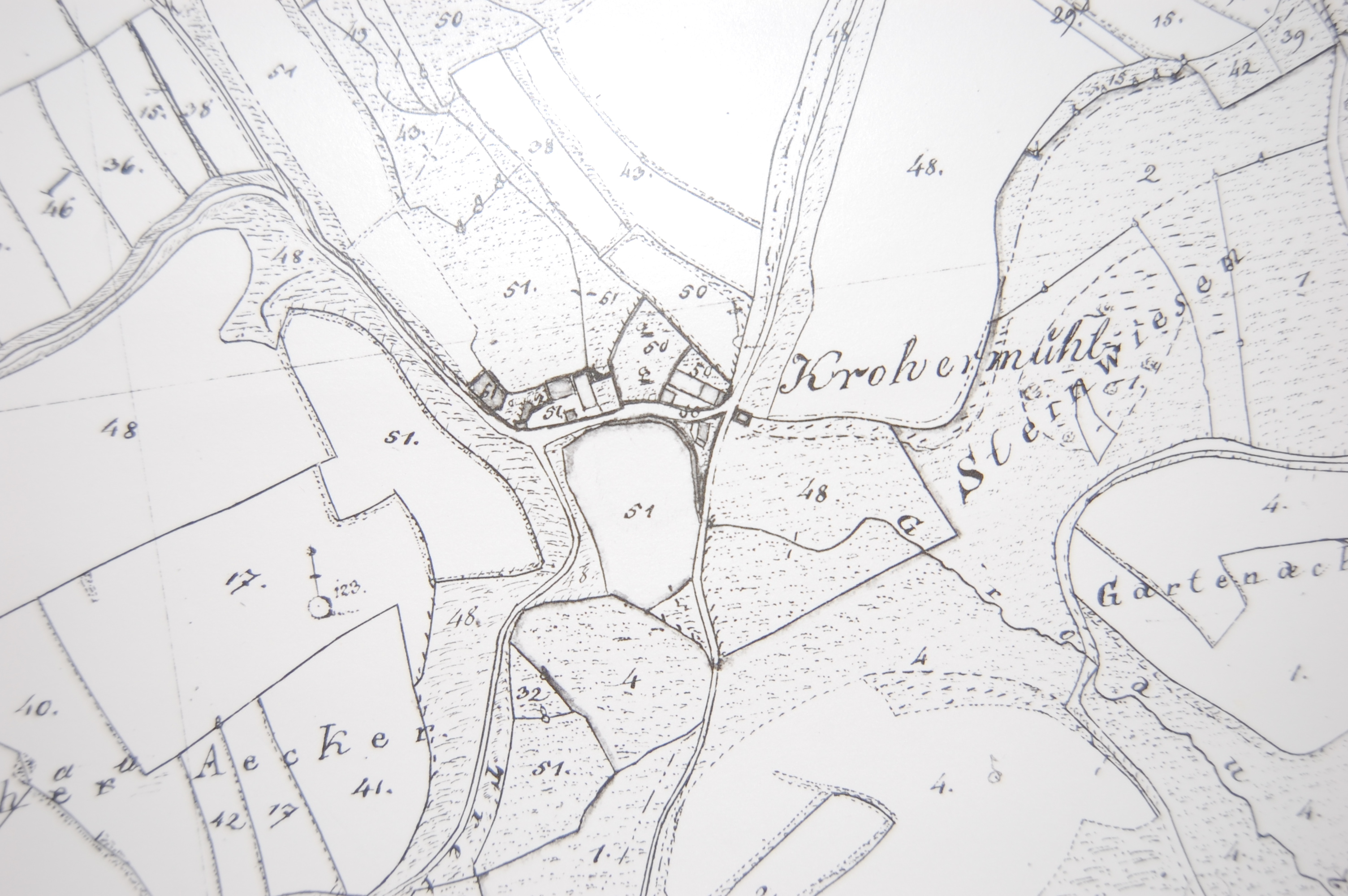
Uraufnahmeblatt Kroau (1836)
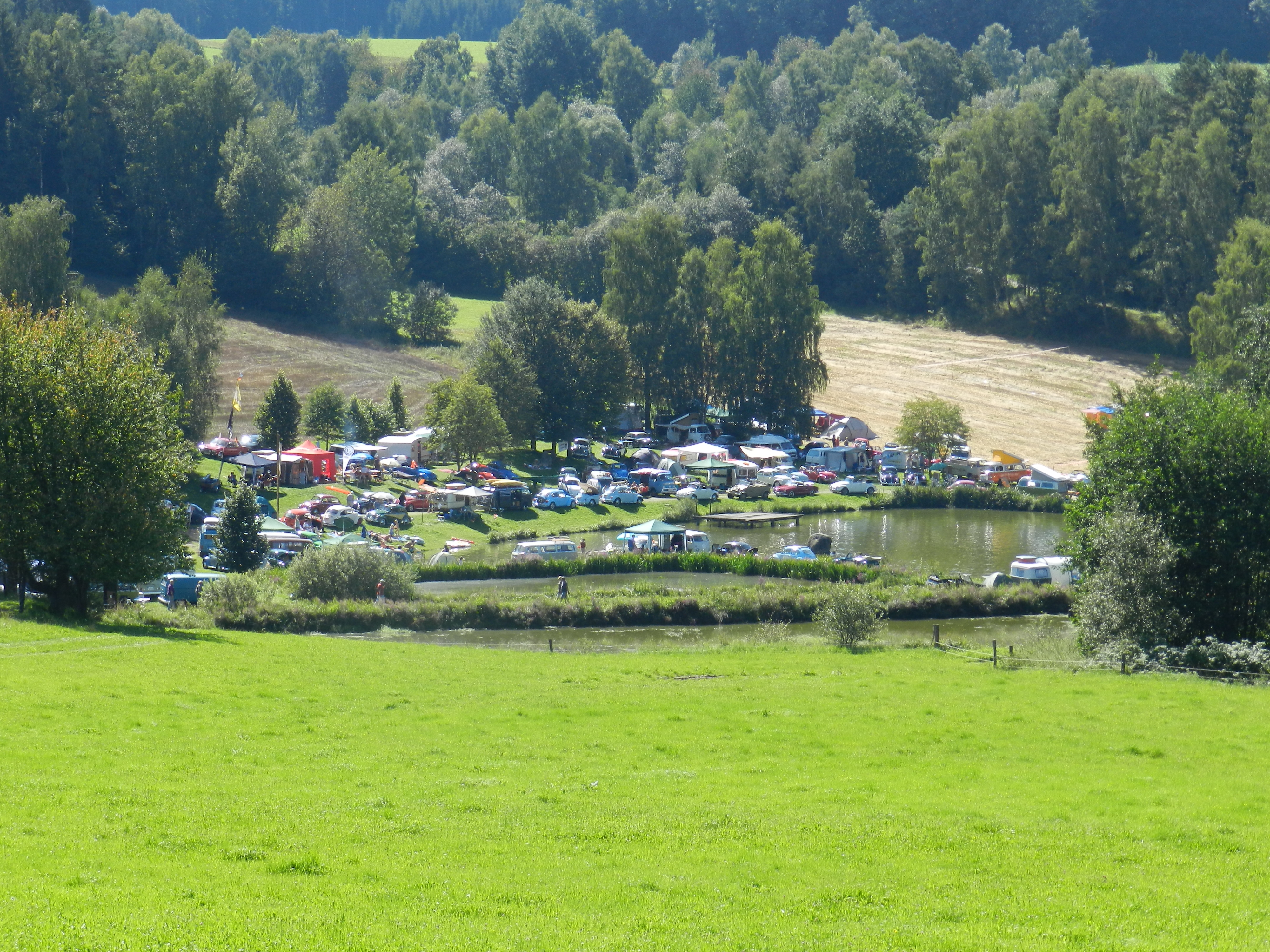
"Bugnic" - Treffen (Kroau 2011)